# Raión de Livny
El raión de Livny (ruso: Ли́венский райо́н) es un distrito administrativo y municipal (raión) ruso perteneciente a la óblast de Oriol. Se ubica en el sureste  de la óblast. Su sede administrativa se ubica en la ciudad de Livny, que está constituida como un ókrug urbano separado y no forma parte del raión, pese a enclavarse geográficamente en el centro del mismo.
En 2023, el raión tenía una población de 26 000 habitantes.
El raión es limítrofe al este con la óblast de Lípetsk.

## Subdivisiones
Comprende 145 localidades rurales, agrupadas en los siguientes dieciséis asentamientos rurales:
- Beloméstnoye
- Vajnovo
- "Gálicheskoye" (con capital en Uspénskoye)
- Dútoye (con capital en Semenijino)
- Zdórovetskiye Výselki
- Kazánskoye
- Kozminka
- Korotysh
- Krutoye
- Liútoye (con capital en Gremiachi Kolódez)
- Navesnoye
- Nikólskoye
- Óstrov
- Rechitsa
- Sérguiyevskoye
- Sosnovka